# آيز أوبن (أغنية)
سيف أند ساوند (بالإنجليزية: Eyes Open)‏؛ هي أغنية للفنانة الأمريكية تايلور سويفت، صدرت في 27 مارس 2012، وكانت ضمن مجموعة أغاني ألبوم مباريات الجوع: أغان من المقاطعة الثانية عشرة وما بعدها.